# 정7품
정7품은 고려와 조선의 품계 중 제13등급의 품계였다.

## 조선
해당하는 관직으로 참군·주서·가주서·사경·박사·봉교·기사관·설서·자의·부수·사정·수문장 등이 있었다.